# La Chapelle-Thouarault
La Chapelle-Thouarault är en kommun i departementet Ille-et-Vilaine i regionen Bretagne i nordvästra Frankrike. Kommunen ligger i kantonen Montfort-sur-Meu som tillhör arrondissementet Rennes. År 2022 hade La Chapelle-Thouarault 2 266 invånare.

## Befolkningsutveckling
Antalet invånare i kommunen La Chapelle-Thouarault
Referens:INSEE